# Îles Fichot
Pour les articles homonymes, voir Fichot.
Les îles Fichot (en anglais : Fischot Islands) sont des îles formant un archipel sur la côte nord-est de l'île de Terre-Neuve.

## Géographie
Les îles Fichot sont situées sur la côte orientale de la Grande Péninsule du Nord au Nord-Est de l'île de Terre-Neuve, face à l'océan Atlantique, au Nord-Est des localités de Grandois et de Saint-Julien.
L'ensemble de ces îles sont inhabitées.

## Histoire
Le navigateur Jacques Cartier reconnu cette côte en 1534.
Le 10 août 1744, le corsaire John Rous, devenu officier britannique, attaque avec trois navires, les bateaux français autour des îles Fichot. Les combats durent plus de 5 heures. Les Français ont tué 11 membres des équipages britanniques et blessé plus de 30 marins. John Rous a estimé que les pertes françaises étaient le double de ce nombre et a capturé 70 marins. Néanmoins en raison d'une forte résistance française, John Rous s'éloigne de la région tout en attaquant les bateaux de pêche français et les comptoirs français le long de la côte de la Grande Péninsule du Nord jusqu'à l'île Quirpon. 
L'année suivante, en août 1745, pendant que se déroule le siège de Louisbourg en Acadie, les Amérindiens Micmacs, alliés des Français, venus de l'Ile Royale en Acadie, attaquèrent divers avant-postes britanniques à Terre-Neuve. Ils attaquèrent plusieurs maisons britanniques et capturèrent 23 prisonniers britanniques. Au printemps suivant, en 1746, les Micmacs emmenèrent, depuis Québec, 12 des prisonniers à un point de rendez-vous près de St. John's. Les prisonniers britanniques ont réussi à tuer leurs ravisseurs Micmacs sur le site de rendez-vous près de St. John. Deux jours plus tard, un autre groupe de Micmacs emmenèrent à leur suite, les 11 prisonniers britanniques restants au même point de rendez-vous. Découvrant le sort de leurs frères Amérindiens, ils tuèrent les 11 prisonniers britanniques restants.